# اتحاد ألعاب الكومنولث
اتحاد ألعاب الكومنولث (بالإنجليزية: Commonwealth Games Federation)‏ (CGF)، المعروف حاليًا باسم كومنولث سبورت، هي المنظمة الدولية المسؤولة عن التوجيه والتحكم في ألعاب الكومنولث وألعاب الكومنولث للشباب، وهي الهيئة الإدارية لاتحادات ألعاب الكومنولث (CGA)، ويقع المقر الرئيسي لـها في لندن، المملكة المتحدة.

## التاريخ
بسبب نجاح أول ألعاب الإمبراطورية البريطانية عام 1930 في هاميلتون، كندا، قرر اجتماع لممثلي بريطانيا العظمى وسيطرتها ومستعمراتها وأقاليمها أن الألعاب، على غرار الألعاب الأولمبية، يجب أن تقام كل أربع سنوات، وأنه ينبغي تشكيل منظمة رسمية.
بعد دورة الألعاب الأولمبية الصيفية لعام 1932، تقرر تشكيل «اتحاد ألعاب الإمبراطورية البريطانية» الذي سيكون مسؤولاً عن تنظيم الألعاب. تم تغيير اسم الاتحاد في عام 1952 إلى «الإمبراطورية البريطانية واتحاد ألعاب الكومنولث»، ومرة أخرى في جامايكا في عام 1966 إلى «اتحاد ألعاب الكومنولث البريطاني»، حتى تم تغييره في النهاية مرة أخرى في كرايستشيرش، نيوزيلندا في عام 1974 إلى «اتحاد ألعاب الكومنولث».
تم إطلاق نسخة الشباب من ألعاب الكومنولث في أغسطس 2000 ، والتي تعرف باسم ألعاب الكومنولث للشباب. أقيمت النسخة الافتتاحية من دورة ألعاب الكومنولث للشباب لأول مرة في إدنبرة، اسكتلندا.